# Grigna
Die Grigna ist eine Gebirgsgruppe der Bergamasker Alpen (Lombardische Voralpen) in der Provinz Lecco, Lombardei, Norditalien mit zwei Gipfeln, dem Nordgipfel Grigna settentrionale (Nördliche Grigna) oder Grignone (Große Grigna, 2410 m s.l.m.) und dem niedrigeren Südgipfel Grigna meridionale (Südliche Grigna) oder Grignetta (Kleine Grigna, 2177 m s.l.m.).

## Geographie
Das Dolomitgestein der Grignagruppe erhebt sich im Südwesten steil über einem Arm des Comersees, dem Lago di Lecco. Im Osten fällt der Berg sanfter über Felder und bewaldete Flächen ins Valsassina ab. Die nördliche Seite des Berges, die für ihre vielen Höhlen und Spalten bekannt ist, führt über den Passo del Cainallo nach Esino Lario hinunter. Die Grigna ist seit 2005 Teil des Naturparks Parco Regionale della Grigna Settentrionale.

## Wandern, Klettern, Berglauf
Der einfachste Weg zum Grignone beginnt im Südosten, in Ballabio im Valsassina. Weiter oben im Tal befindet sich Pasturo, ein weiterer traditioneller Ausgangspunkt für den Aufstieg. Die isolierte Lage des Massivs ermöglicht einen Panoramablick auf die Alpen in Richtung Norden und an einem klaren Tag bis zum Mailänder Dom im Südwesten.
Auf dem Gipfel des Grignone befindet sich die Brioschihütte, am Fuß der Grigna liegen die Biettihütte, die Boganihütte, Pialeral- und die Rosalbahütte.
Die Kletterrouten der Ostwand des Grignone wurden von den bekannten italienischen Alpinisten Walter Bonatti, Riccardo Cassin und Carlo Mauri erschlossen.
Die 1946 gegründete Alpinistengruppe Gruppo Ragni della Grignetta (CAI Lecco) wurde durch die Erschließung neuer spektakulärer Kletterrouten und Gipfelbesteigungen auf allen Kontinenten im neuen alpintechnischen Stil international bekannt.
Jedes Jahr im September findet ein 43 km langer Berglauf über die beiden Grignagipfel, die Trofeo Scaccabarozzi, mit Start und Ziel in Pasturo, statt.